# Inge I van Noorwegen
Inge I Haraldsson, bijgenaamd Inge Krogrygg ("Kromrug") (ca. 1135 - Oslo, 3 februari 1161) was van 1136 tot 1161 koning van Noorwegen. Nadat zijn vader, koning Harald IV, in het bed van zijn minnares was vermoord, werd Inge door het Borgar-Ding, nabij Sarpsborg, tot koning benoemd, terwijl zijn broers Sigurd en Magnus door andere Dingen eveneens tot koning benoemd werden.

## Afkomst en jeugd
Zijn moeder was Ingrid Ragnvaldsdotter en hij was de enige wettige zoon van Harald IV. Dat was in die tijd echter geen bepalende factor om als vanzelfsprekend als opvolger in aanmerking te komen. Hij kwam onder de voogdij van Ámund Gyróarson in het oosten van het land. De voogden van de drie jonge koningen en hun medebestuurders (de Noorse leenmannen) verenigden hun legers en streden tegen Sigurd Slembe, de halfbroer en moordenaar van hun vader, en zijn medestander Magnus IV de Blinde. Deze strijd zou de eerste jaren van hun regeringstijd domineren. In 1139 werden Sigurd Slembe en Magnus IV verslagen in de slag bij Hvaler. Nu volgde een periode van vrede. Omstreeks 1140 zou de jonge koning Magnus Haraldsson, over wie weinig meer bekend is, een natuurlijke dood sterven. In 1142 kwam hun oudere halfbroer Øystein vanuit Schotland in Noorwegen aan. Zijn afkomst werd erkend omdat koning Harald IV al had verkondigd dat hij nog een zoon had die overzee verbleef. Øystein werd ook koning en mederegent van Sigurd en Inge. In deze vredige tijd bezocht de pauselijke afgezant de Engelse kardinaal Nicholas Breakspear Noorwegen en tijdens zijn bezoek werd de kerk in Noorwegen tot een onafhankelijk aartsbisschopdom omgevormd met Nidaros als hoofdzetel.

## Twisten
Toen de koningen opgegroeid waren en hun voogden inmiddels waren overleden, begonnen de vijandelijkheden tussen de broers onderling te groeien. In 1155 zouden de drie broers in Bergen bijeen komen en pogen tot een vredesakkoord te komen. Daar uitte Inge de beschuldiging dat Sigurd en Øystein samengespannen hadden om hem van de troon te stoten. Sigurd ontkende deze beschuldigingen, maar toen enkele dagen later een lijfwacht van Inge door een lijfwacht van Sigurd gedood zou zijn, beval Inge op advies van zijn moeder Ingrid Ragnvaldsdotter en zijn adviseur Gregorius Dagsson zijn manschappen om de verblijfplaats van Sigurd aan te vallen. Sigurd had maar enkele manschappen tot zijn beschikking en Inges mannen waren ongenadig. Zij doodden Sigurd. De redenen van de gebeurtenis in Bergen blijven betwist. Volgens de sagen hadden Sigurd en Øystein een complot beraamd om Inge van de troon te stoten en het koninkrijk vervolgens tussen hen te verdelen. Sommige moderne historici twijfelen sterk aan deze versie: zij zien het als Inges excuus voor zijn eigen agressieve acties. Koning Øystein was te laat in Bergen gearriveerd en kwam pas aan toen Sigurd al gedood was. Inge en Øystein bereikten een moeilijk tot stand gekomen vredesakkoord. Maar de vrede hield niet lang stand.

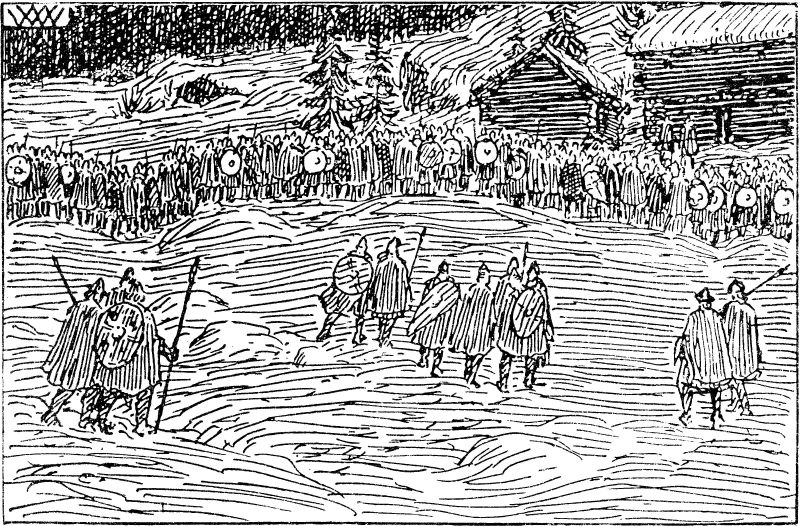
Koning Inges leger in de slag van Oslo in 1161, verbeeld door Wilhelm Wetlesen in de Heimskringla-uitgave van 1899.

In 1157 verzamelden beide kampen hun legers voor een confrontatie. Inges leger overtrof in aantal manschappen dat van Øystein en toen ze elkaar aan de westkust, vlak bij Moster, troffen werd Øysteins leger in een mum van tijd verslagen. Øystein was gedwongen te vluchten maar werd later dat jaar in Bohuslän gevangengenomen en gedood. Hoewel Inge nu de enige overgebleven broer was, was hij niet de enige koning. De medestanders van Sigurd en Øystein hadden zich namelijk achter Haakon Sigurdsson geschaard en hem als hun koning gekozen. Zij hervatten de strijd tegen Inge.
Op 7 januari 1161 zou Gregorius Dagsson, Inges belangrijkste adviseur, tijdens een schermutseling met Haakons leger worden gedood. Een kleine maand later, op 3 februari, leidde Inge een troepenmacht in een gevecht tegen koning Haakon in de buurt van Oslo. Inge werd hierbij verslagen en gedood, waarna een groot deel van zijn manschappen, nu onder leiding staand van Godfried van Man, overliep naar het leger van Haakon. Inge werd begraven in de St. Hallvard-kerk te Oslo.
Na Inges dood zouden zijn medestanders zich verenigen achter Inges adviseur Erling Skakke en zijn zoon Magnus Erlingsson die Inge als koning zou opvolgen.